# The Adventure of the Christmas Pudding
The Adventure of the Christmas Pudding (A aventura do pudim de Natal, no Brasil / A aventura do pudim de Natal ou A aventura do bolo de Natal, em Portugal) é um livro de Agatha Christie formado por seis contos policiais, publicado em 1960. As cinco primeiras histórias são protagonizadas pelo detetive belga Hercule Poirot e, a sexta, pela detetive amadora Miss Marple.

## Contos que compõem a obra
- The Adventure of the Christmas Pudding (A Aventura do Pudim de Natal)
- The Mystery of the Spanish Chest (O Mistério do Baú Espanhol)
- The Under Dog (O Reprimido)
- Four and Twenty Blackbirds (O Caso das Amoras Pretas)
- The Dream (O Sonho)
- Greenshaw's Folly (A Extravagância de Greenshaw)